# Resolução 319 do Conselho de Segurança das Nações Unidas
A Resolução 319 do Conselho de Segurança das Nações Unidas, adotada em 1º de agosto de 1972, após reafirmar resoluções anteriores sobre o assunto, o Conselho convidou o Secretário-Geral, em consulta com o grupo estabelecido na resolução 309, a continuar a contatar todas as partes interessadas e estabelecer o as condições necessárias para permitir ao povo exercer o seu direito à autodeterminação de acordo com a Carta . O Conselho então solicitou ao Secretário-Geral que os mantivesse informados sobre a implementação da resolução 309 .
A Resolução 319 foi adotada por unanimidade com 14 votos; a República Popular da China não participou na votação .